# Avia BH-7B

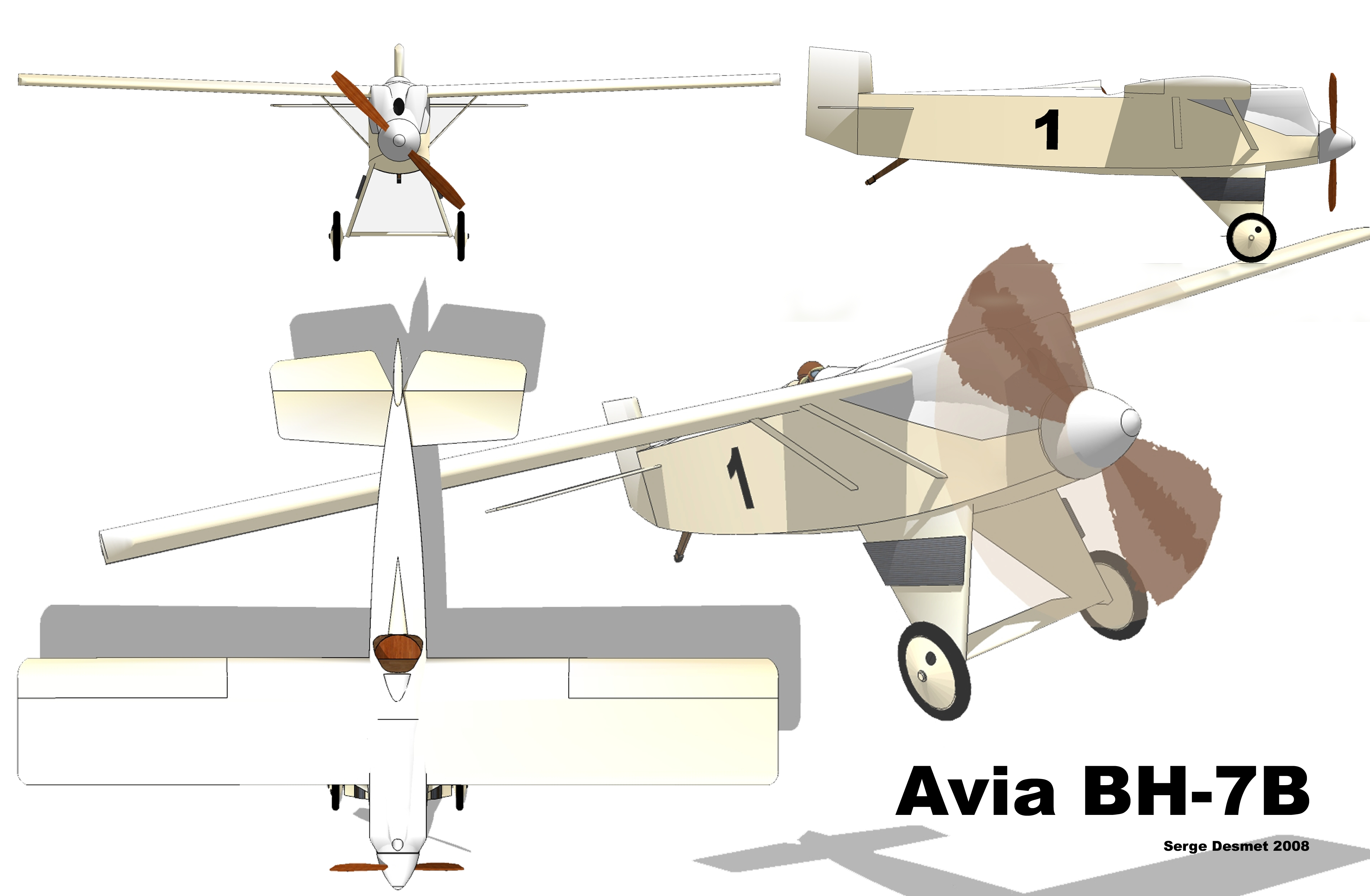

L'Avia BH-7B est un avion de course tchécoslovaque de l'entre-deux-guerres, dérivé du chasseur monoplan parasol Avia BH-7.